# Polkadot
Polkadot ist eine Open-Source-Blockchain-Platform und Kryptowährung. Durch Polkadot können verschiedene Blockchains Nachrichten auf sichere und vertrauenswürdige Weise untereinander austauschen. Das Protokoll wurde von Ethereum-Mitgründer Gavin Wood konzipiert und sammelte in seinem Initial Coin Offering im Oktober 2017 144,3 Millionen US-Dollar ein.
Das Polkadot-Projekt wird von der Web3 Foundation vorangetrieben. Die Web3 Foundation ist eine Schweizer Stiftung mit dem Ziel, Technologien und Anwendungen im Bereich dezentraler Websoftware-Protokolle – vor allem im Zusammenhang mit modernen, kryptographischen Methoden – hervorzubringen und zu fördern. Ziel der Web3 Foundation im Zusammenhang mit Polkadot ist die Förderung und Stabilisation des Web3-Ökosystems.
Es sind 1,234 Milliarden Polkadot Coins im Umlauf. Sie ist mit einer Marktkapitalisierung von 4,355 Milliarden USD und einer Marktdominanz von 0,44 % auf Platz 14.

## Protokoll

### Allgemein
Das Polkadot-Protokoll verfolgt das Ziel, eine skalierbare, heterogene Multichain zu sein. Im Gegensatz zu anderen herkömmlichen Blockchains, die sich auf die Bereitstellung einer einzelnen Blockchain mit einem bestimmten Grad an Generalisierung für mögliche Anwendungen spezialisiert haben, bietet Polkadot eine grundlegende Relay-Chain, auf der eine große Vielzahl an validierbaren, global kohärenten Datenstrukturen gehostet werden können.
Polkadot kann als äquivalent zu einer Gruppe herkömmlicher Blockchains, wie z. B. die Gruppe aus Ethereum, Ethereum Classic und Bitcoin, betrachtet werden, mit zwei entscheidenden Unterschieden: aggregierte Sicherheit und vertrauenswürdige Interchain-Übertragbarkeit.
Es wird angenommen, dass Polkadots Design „skalierbar“ ist. Im Allgemeinen kann ein Problem, das auf Polkadot bereitgestellt werden soll, weitgehend parallelisiert und skaliert werden, indem es auf eine große Anzahl an Parachains aufgeteilt wird. Da alle Aspekte jeder Parachain parallel in verschiedenen Bereichen des Netzwerkes verarbeitet werden können, hat das Netzwerk grundsätzlich die Möglichkeit zu skalieren.
Polkadots Ziel ist die Bereitstellung eines grundsätzlichen Bestandteils der Infrastruktur, was einen Großteil der Komplexität auf der Middleware-Ebene zurücklässt.
Polkadot wird zur Verbindung von privaten/Konsortium-Chains, öffentlichen/vertrauenswürdigen Netzwerken, Oracles und zukünftigen Technologien, die erst noch im Web-3-Ökosystem erschaffen werden müssen, entwickelt. Polkadot bereitet den Weg für ein Netzwerk, in dem unabhängige Blockchains Informationen und vertrauenswürdige Transaktionen über die Polkadot-Relay-Chain mit dem Fokus auf Skalierbarkeit, Governance und Interoperabilität austauschen können.
Aus allgemeiner Sicht versucht Polkadot, folgende drei Kernprobleme zu lösen:
- Interoperabilität: Polkadot wurde entwickelt, um es Anwendungen bzw. Smart Contracts auf einer Blockchain zu ermöglichen, einen nahtlosen Austausch von Daten und Assets mit anderen Chains zu tätigen.[9]
- Skalierbarkeit: Polkadot ermöglicht es, mehrere Sidechains zu unterhalten, wobei jede Sidechain mehrere Transaktionen gleichzeitig verarbeiten kann. Somit wird eine endlose Skalierbarkeit sichergestellt.[9]
- Aggregierte Sicherheit: Durch Polkadot wird Sicherheit im Netzwerk aggregiert. Das bedeutet, dass individuelle Chains die kollektive Sicherheit aller Chains nutzen können, ohne selbst ein eigenes Netzwerk aufbauen und Vertrauen gewinnen zu müssen.[9]

## Geschichte

### Gavin James Wood
Gavin Wood ist einer der Gründer und derzeitiger Direktor von Parity Technologies. Davor war er der Chief Technology Officer und Mitbegründer des Ethereum-Projektes, Co-Designer des Ethereumprotokolls und Autor dessen formaler Spezifikation. Außerdem hat Gavin Wood die erste funktionale Implementierung von Ethereum erstellt und programmiert. Er betreut die Programmiersprache Solidity, war Projektleiter von dessen IDE und hat das Whisper-Protokoll entwickelt. Er besitzt einen Doktortitel in Informatik von der University of York.
Gavin Wood veröffentlichte das Polkadot Whitepaper am 14. November 2016. Später wurde entschieden, dass das Protokoll von der im Juni 2017 gegründeten Web3 Foundation betreut wird.

### Initial Coin Offering (ICO)
Polkadot startete ihr Initial Coin Offering am 15. Oktober 2017. Der Token-Verkauf fand im Format einer Dutch auction statt. Der ICO endete am 27. Oktober 2017 und sammelte insgesamt 485,331 ETH (Ether, die Währung der Ethereum-Blockchain). Kurz darauf, am 6. November 2017, wurde bekannt, dass gut zwei Drittel der eingenommenen Ether durch Ausnutzung eines Codefehlers in einem Smart Contract vernichtet wurden (Parity-Hack).

## Token (DOT)

### Funktionen
Der DOT-Token dient dreierlei Zwecken: Governance, Betrieb und Verbundenheit des Netzwerks.

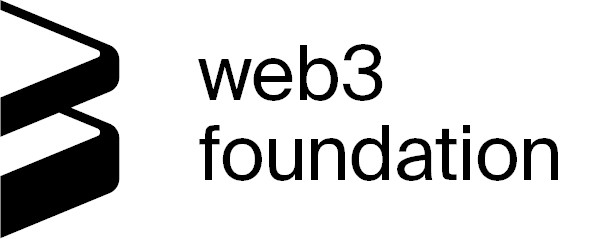
Web3 Foundation

Durch Spieltheorie werden Tokenhalter dazu motiviert, ehrlich zu handeln. „Gute“ Akteure werden durch diese Mechanismen belohnt, „schlechte“ Akteure werden bestraft, indem sie ihre Investition ins Netzwerk verlieren. Dadurch wird die Sicherheit des Systems garantiert.
Neue Parachains werden im Netzwerk erstellt, indem Tokens daran gebunden werden. Veraltete oder nutzlose Parachains werden entfernt, indem die daran gebundenen Tokens entfernt werden. Dies entspricht einer Art Proof of Stake.
Der DOT-Token ist ein nativer Token und wird im Genesis-Block des Polkadot-Netzwerks vergeben.

## Entwicklung
Die Web3 Foundation hat Parity Technologies beauftragt, das Polkadot-Protokoll zu entwickeln. Die Entwicklung ist im Gange.
Die Veröffentlichung des Genesis-Blocks von Polkadot fand im Mai 2020 statt. Einige bekannte Blockchainprotokolle, darunter auch Melonport, haben bereits ihr Interesse geäußert, eine Polkadot-Parachain zu entwickeln.

## Kursentwicklung
| Polkadot/ in US-Dollar | Allzeithoch  |
| ---------------------- | ------------ |
| 1.318.966,85           | 30. Jun 2020 |

| US-Dollar / Polkadot | erstmals erreicht | benötigte Tage |
| -------------------- | ----------------- | -------------- |
| 1,0                  | 19. Feb. 2017     |                |
| 10,0                 | 23. Feb. 2017     | 4              |
| 100,0                | 21. Jun. 2017     | 124            |
| 1.000,0              | 5. Apr. 2018      | 288            |
| 10.000,0             | 16. Sep. 2019     | 529            |
| 100.000,0            | 13. Mai 2020      | 240            |
| 1.000.000,0          | 30. Jun. 2020     | 48             |